# Czerwiec polski
Czerwiec polski (Porphyrophora polonica, Margarodes polonicus) – gatunek owada z rzędu pluskwiaków.
Dawniej powszechnie występujący; w 2. poł. XX wieku i na początku XXI znajdowany już bardzo rzadko na terenie Polski.

## Rozwój

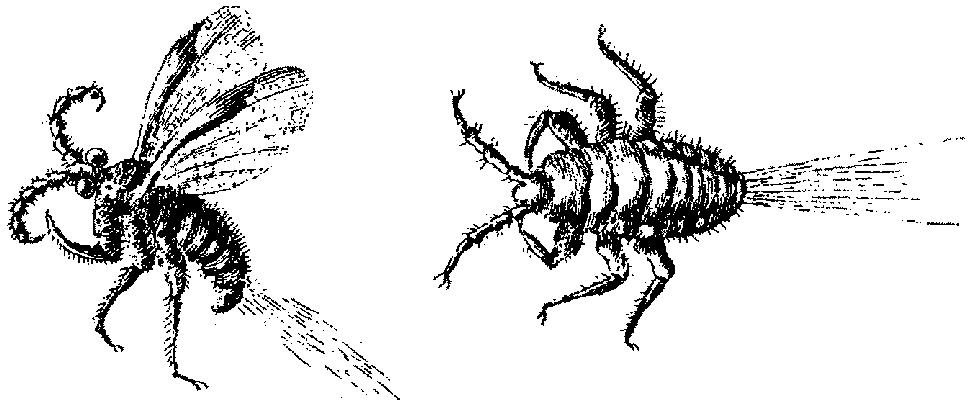
Samiec i samica czerwca
(Wolfe 1766)

Od pierwszej połowy czerwca do początku sierpnia samica składa jajeczka. W końcu lata są już uformowane larwy. Na przełomie marca i kwietnia wypełzają, szukając pędów czerwca trwałego. Kiedy je znajdą, po 24 godzinach przyczepiają się do nich ssawkami, rozpoczynając proces przekształcania w poczwarkę zwaną czerwiem o wyglądzie ciemnofioletowej kuleczki. Kuleczki samic o wielkości 3–4 mm są dwukrotnie większe od kuleczek samców. W czerwcu przeobrażają się w imago owada z dwoma skrzydłami i wylatują.

## Znaczenie gospodarcze
Czerwce obok zboża, drewna i soli, były w XV i XVI stuleciu czołowym towarem eksportowym Polski i Litwy. Z Mazowsza, Wielkopolski, a w szczególności z Rusi Czerwonej, wysyłany był do Krakowa, Wrocławia i Gdańska, skąd docierał do najważniejszych ośrodków tekstylnych w Górnych Niemczech, Toskanii i Wenecji. Najstarsza wzmianka o eksporcie czerwca pochodzi z 1412 roku.
Po sproszkowaniu zebranych larw stosowano je jako barwnik karminowy w całej Europie w przemyśle tekstylnym do połowy XIX wieku . Barwnik ten był powszechnie używany w farbiarstwie i malarstwie. Czerwone larwy czerwca polskiego żerują na roślinie czerwcu trwałym (Scleranthus perennis) z rodziny goździkowatych rosnącej na piaskach i ugorach. Czerwiec stanowił czas zbiorów owada do celów przemysłowych. Od nazwy czerwca polskiego wywodzi się nazwa koloru czerwonego oraz nazwa miesiąca czerwca.
Dopiero po odkryciu Ameryki barwnik pozyskiwany z czerwca polskiego został wyparty przez tańszą koszenilę, produkowaną z czerwca kaktusowego (Dactylopius coccus), żyjącego na opuncjach.